# Sam Walsh
Sam Walsh (Estados Unidos, 13 de octubre de 1999) es un jugador profesional estadounidense de rugby que se desempeña en la posición de wing izquierdo en Rugby Football Club Los Angeles, equipo perteneciente a la liga Major League Rugby.

## Carrera
En 2023, Walsh se unió al equipo Rugby Football Club Los Angeles, con el cual disputa su primera temporada en la Major League Rugby. También fue parte de la segunda selección de rugby estadounidense, USA Select XV.